# SK Kadaň
Der Sportovní klub Kadaň ist ein tschechischer Eishockeyclub aus Kadaň, der in der zweitklassigen 1. Liga spielt.

## Geschichte
Der Verein wurde 1945 als Tatran Kadaň gegründet und spielte bis in die 1980er Jahre nur auf regionaler Ebene. 1971 fusionierte der in den 1960er Jahren in Slovan Kadaň umbenannte Club mit dem Verein DNT Tušimice, der seine Heimspiele ebenfalls im 1970 fertiggestellten Zimní Stadion Kadaň ausgetragen hatte. Zwischen 1971 und 1991 spielte dieser neue Verein als TJ DNT Kadaň in der Kreisklasse der Tschechoslowakei und scheiterte immer wieder am Aufstieg in die damals drittklassige 2. Liga.
1991 ging aus dem TJ DNT Kadaň ein reiner Eishockeyverein hervor, der sich seither SK Kadaň nennt und 1998 in die 1. Liga Tschechiens aufstieg.

## Erfolge
- Meister der 2. Liga 1998

## Bekannte ehemalige Spieler
| - David Balázs - Jaroslav Buchal - Dušan Halloun - Jan Hejda - Jiří Kameš | - Ondřej Kaše - Petr Molnár - Tomáš Polanský - Petr Přikryl - Richard Richter | - Václav Skuhravý - Jiří Švejda - Daniel Willaschek |